# Christoph Janker
Christoph Janker (ur. 14 lutego 1985) – niemiecki piłkarz grający na pozycji obrońcy.